# Alliopsis albipennis
Alliopsis albipennis är en tvåvingeart som först beskrevs av Ringdahl 1928.  Alliopsis albipennis ingår i släktet Alliopsis och familjen blomsterflugor. Arten är reproducerande i Sverige. Inga underarter finns listade i Catalogue of Life.